# 葉護太子
葉護太子（Ulu Bilge Tardush Yabghu，？—759年），回纥汗国太子，药罗葛氏，英武可汗磨延啜长子，英义可汗之兄。
葉護太子善用兵。唐肃宗至德二载（757年），他率领四千精骑援助唐朝平定安史之乱，肃宗宴请厚赐，他和天下兵马大元帅、广平王李俶结为兄弟，与唐将仆固怀恩为先行，配合唐军收复西京长安。再与郭子仪联兵，大破史思明叛军于新店，收复东京洛阳，军还，百官迎于长乐驿。因功拜为司空，封为忠义王，每年赠绢二万匹。
759年，因为获罪被父亲所杀。